# Kathedrale von Fréjus

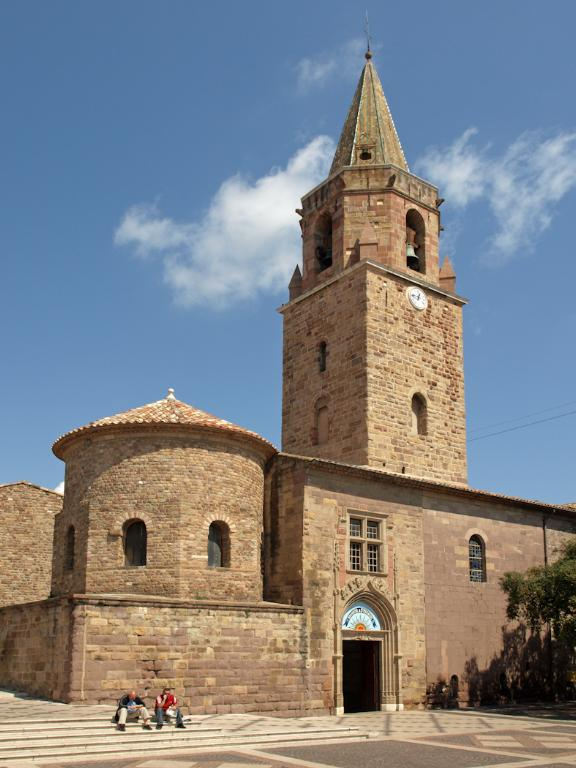
Kathedrale von Süden mit Baptisterium links

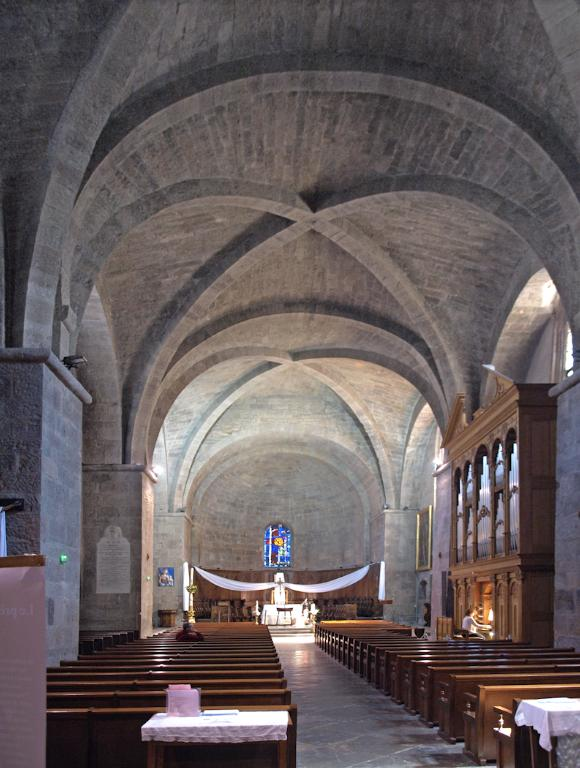
Hauptschiff – Blick nach Osten

Die Kathedrale Saint-Léonce liegt im historischen Zentrum der südfranzösischen Stadt Fréjus im Département Var. Sie ist seit 1862 als Monument historique eingestuft. Der mittelalterliche Kathedralbezirk umfasst die romanische Kirche mit dem angeschlossenen vorromanischen (merowingischen) Baptisterium, das Propsthaus und den Kreuzgang.
Die Kirche war ursprünglich der Sitz des Bischofs von Fréjus. 1957 wurden die Diözesen von Fréjus und Toulon vereinigt. Der Bischofssitz der neuen Diözese Fréjus-Toulon ist heute Toulon; Saint-Léonce hat den Rang einer Konkathedrale.

## Lage der Gebäude
Der Kathedralbau befindet sich auf der Südostseite des Komplexes, westlich folgt der Narthex und das Baptisterium. Mit den Kirchenschiffen ergibt sich eine zusammenhängende Einheit mit einer gemeinsamen Südwand.  Nördlich vom Baptisterium liegt das Haus des Propstes mit dem östlich anschließenden Kreuzgang.

## Kathedrale

### Turm
Über der Vorhalle erhebt sich der alles überragende Turm, der in seiner heutigen Form im 18. Jahrhundert entstand, aber auch ältere Bauteile einschließt. Er ist im unteren Bereich quadratisch, es folgt nach oben ein oktogonaler Aufsatz mit den Schallöffnungen für die Glocken.  Ein spitzes Zeltdach mit gelben und grünen Schindeln schließt den Turm nach oben ab.

### Narthexportal
Das Südportal stammt ursprünglich aus der ersten Hälfte des 16. Jahrhunderts. Aus der Entstehungszeit ist der Türsturz erhalten. Er trägt das Datum 1. April 1530 und wurde  von Jacobus Durandi geschaffen. Das Rahmenwerk  im Stil der Flamboyant-Gotik ist eine Nachbildung.

### Inneres der Kathedrale

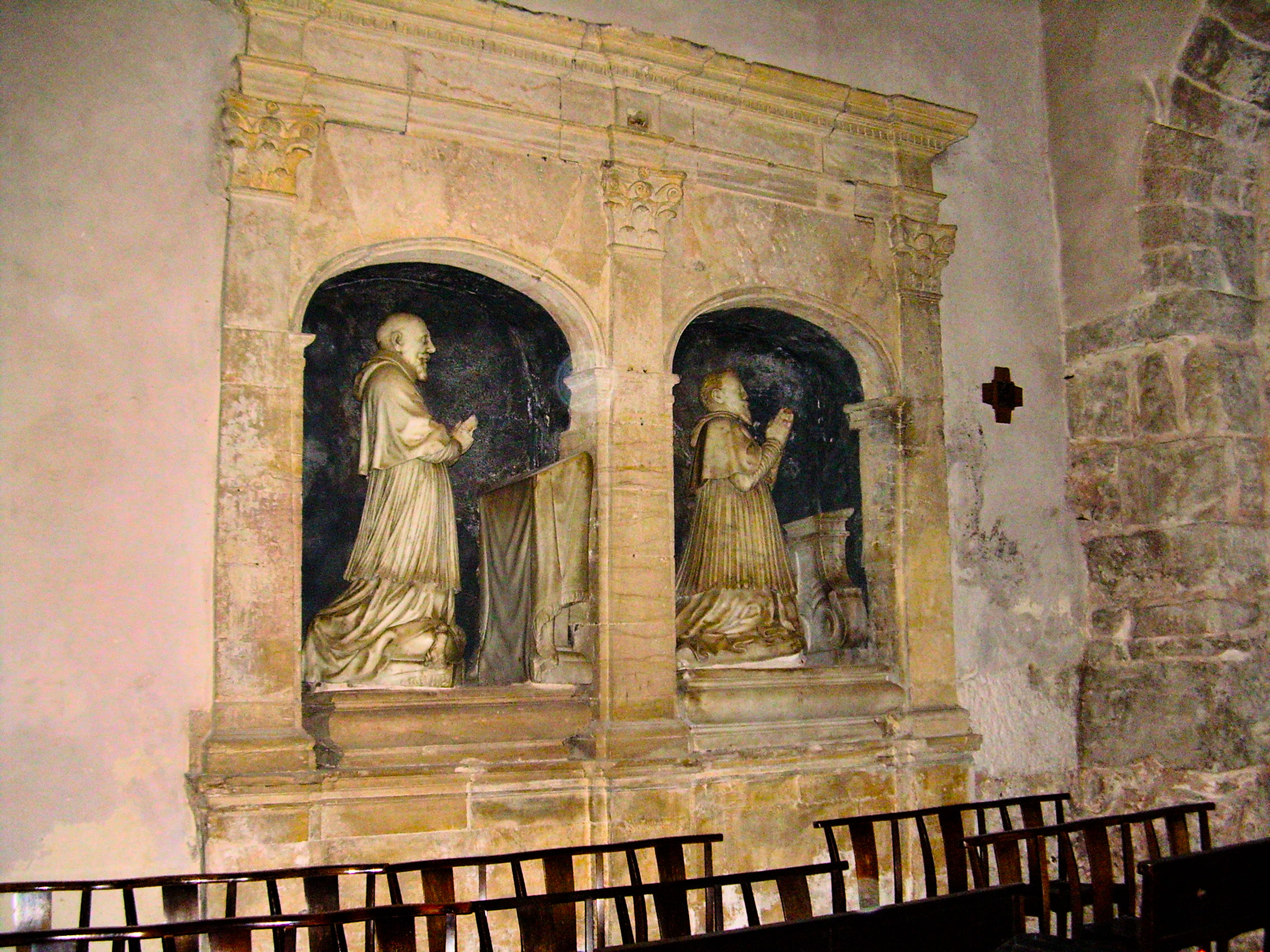
Bischofsstatuen aus dem 17. Jahrhundert

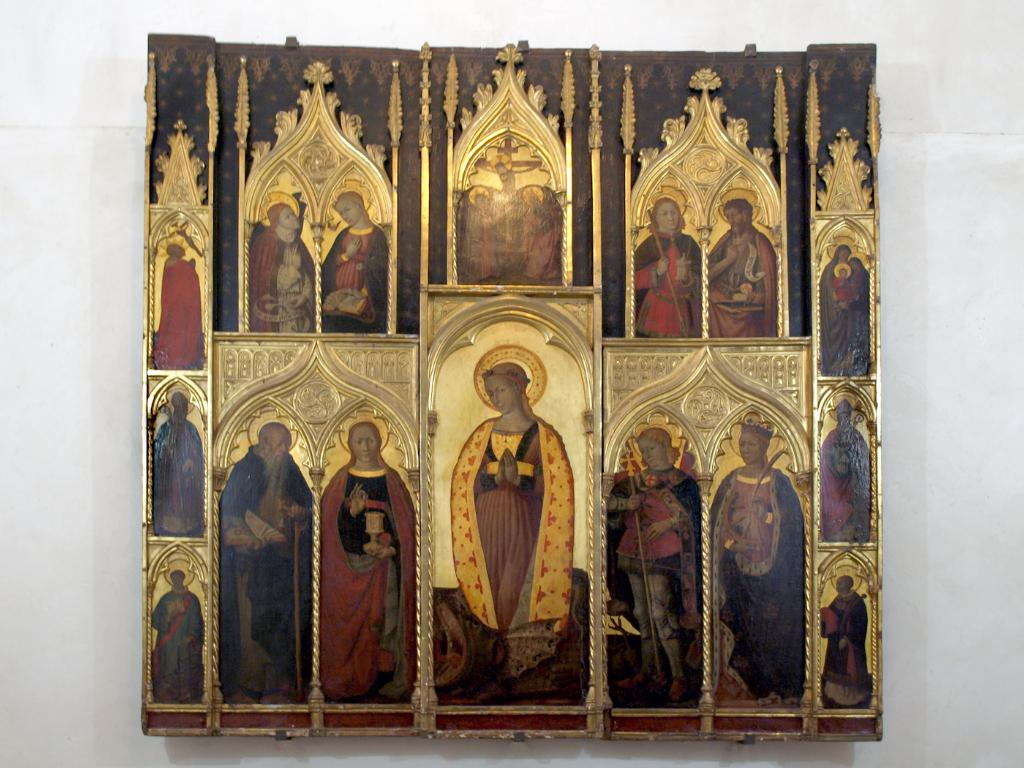
Retabel von Jacobus Durandi

Das Kircheninnere besteht aus den verbundenen Schiffen zweier Kirchen:
Saint-Étienne  im Norden aus dem 11. und 12. Jahrhundert  war die Pfarrkirche von Fréjus. Notre Dame im Süden war die Bischofskirche. Sie wurde zunächst an die Südwand von Saint-Étienne angebaut, später hat man die Schiffe zueinander geöffnet. Die Einwölbung beider Kirchen und die Mauerpfeiler sind aus einem Guss und datieren vom Ende des 12. bis Anfang des 13. Jahrhunderts. Das unprofilierte, schmucklose Kreuzrippengewölbe entfaltet eine monumentale Wirkung.
Eine ähnliche Anordnung zweier Kirchen unter einem Dach findet man auch Aix und in Apt.

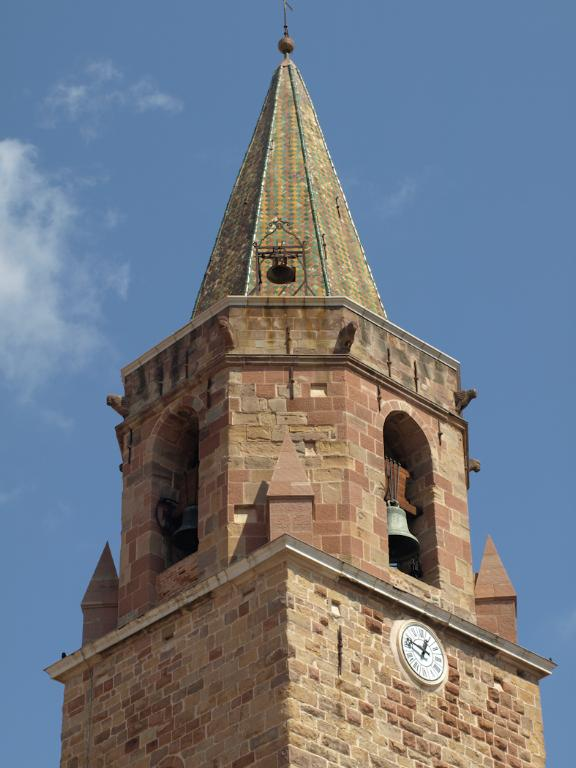
Oktogonaler Turmkopf mit farbigem Dach
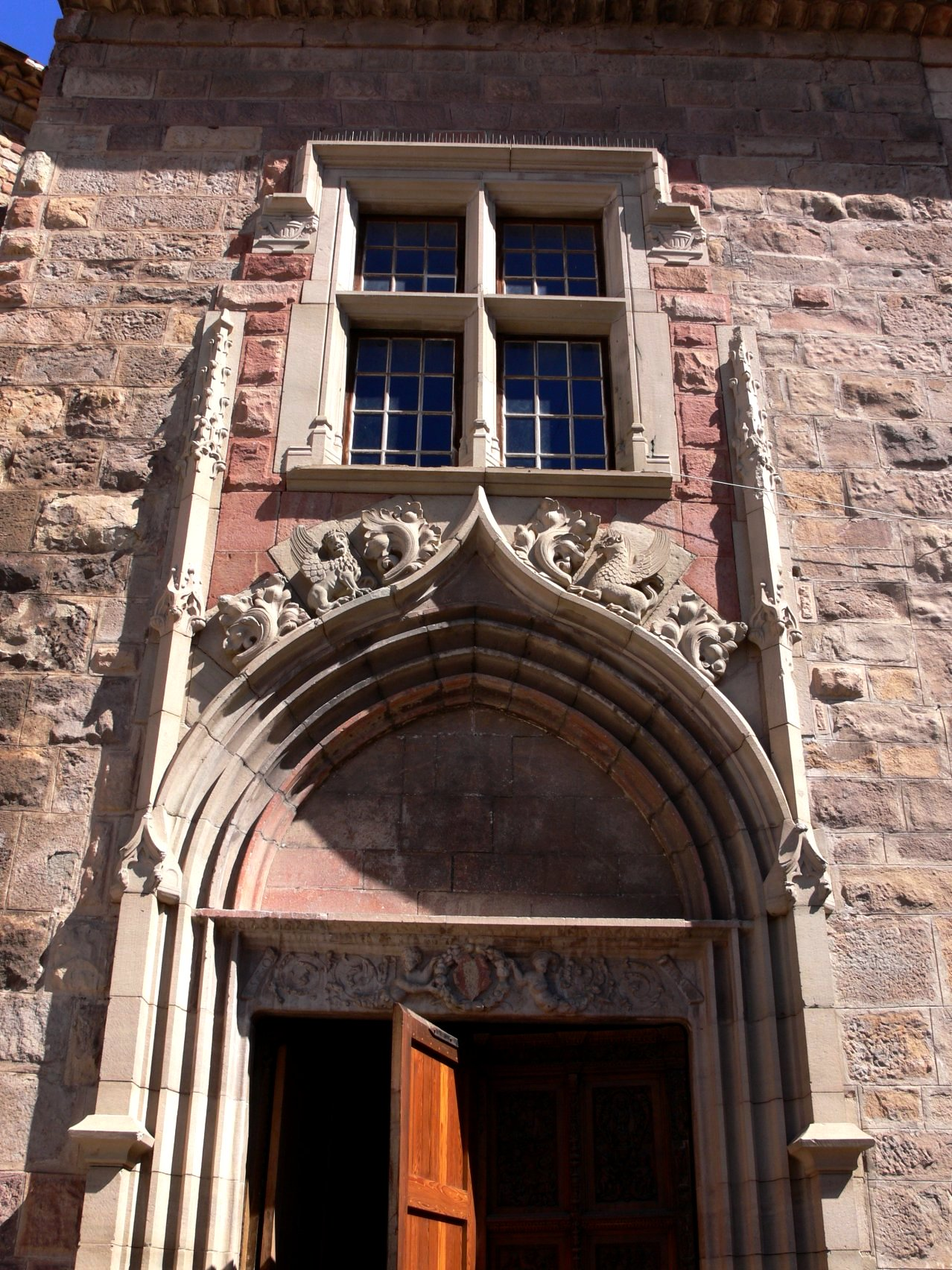
Narthexportal im Flamboyant-Stil
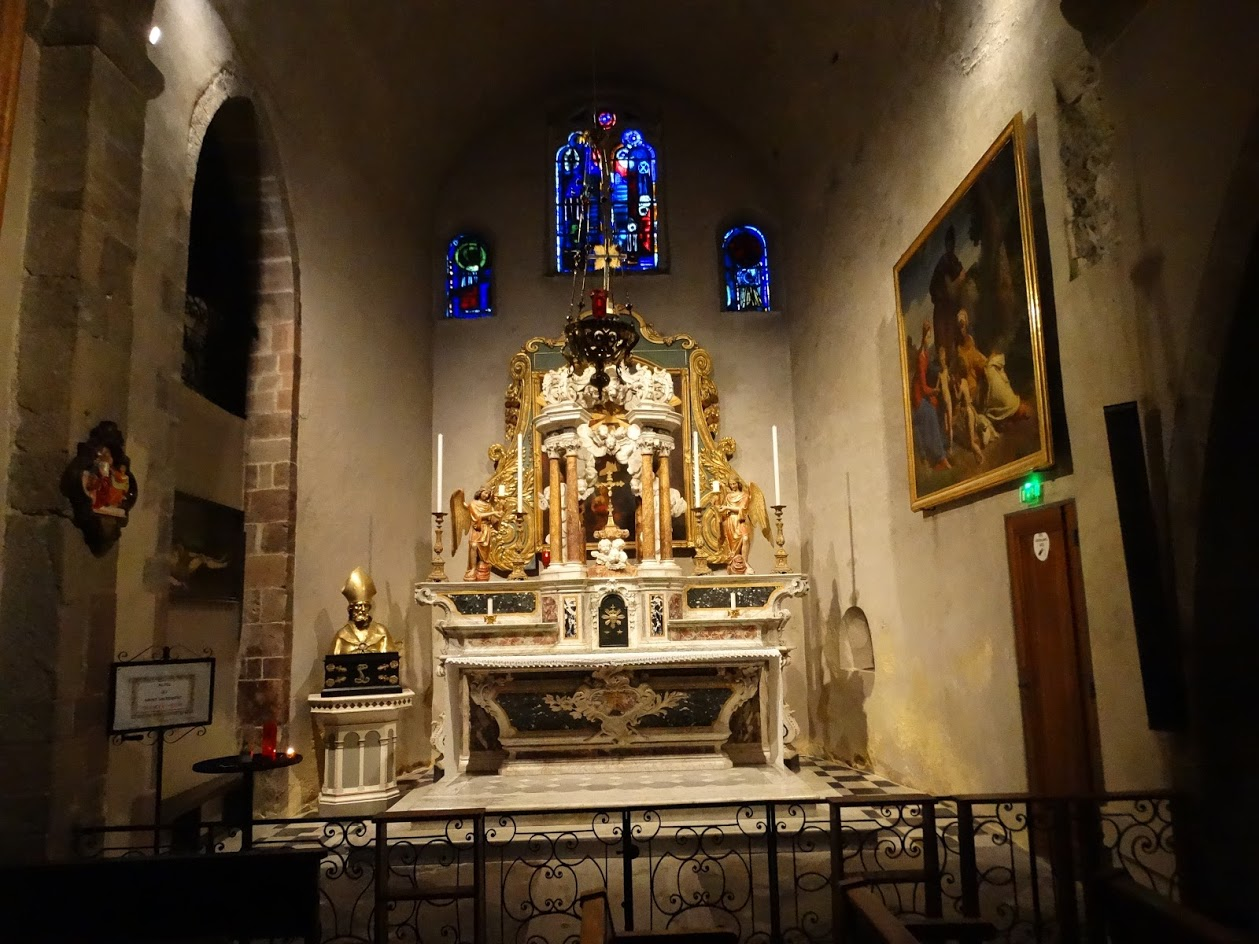
Altar

### Ausstattung
- Ein hölzernes Kruzifix stammt aus dem 16. Jahrhundert.
- Zwei Statuen stellen die Bischöfe Barthélémy (1599–1637) und  Pierre (1637–1654) dar. Sie stammen aus dem 17. Jahrhundert.
- Ein Gemälde des römischen Malers Camillo Salurno von 1561 zeigt die Heilige Familie.
- Das Tafelbild „Himmelfahrt“ von 1551 befindet sich im Chor.
- Das hölzerne Chorgestühl wurde von Bischof Juvenal 1441 in Auftrag gegeben, im 18. Jahrhundert umgestaltet.
- Im Schiff  von Saint-Étienne  befindet sich ein holzgeschnitztes, vergoldetes Retabel von Jacobus Durandi aus dem 15. Jahrhundert. Das fünfachsige Polyptychon ist der heiligen Margarete gewidmet, die im Zentrum des Kunstwerks zu sehen ist, über ihr eine Kreuzigungsszene. Die großen Figuren links neben der Heiligen sind Antonius und Maria Magdalena, darüber kleinere Darstellungen einer Verkündigungsgruppe. Rechts sind Michael und Katharina groß dargestellt, darüber Raphael und Johannes der Täufer. Links am Rand von unten nach oben: Lorenz, ein Bischof und Peter von Luxemburg. Rechts am Rand von unten nach oben: Stephanus, ein Bischof und eine Selbdrittdarstellung.

### Orgel

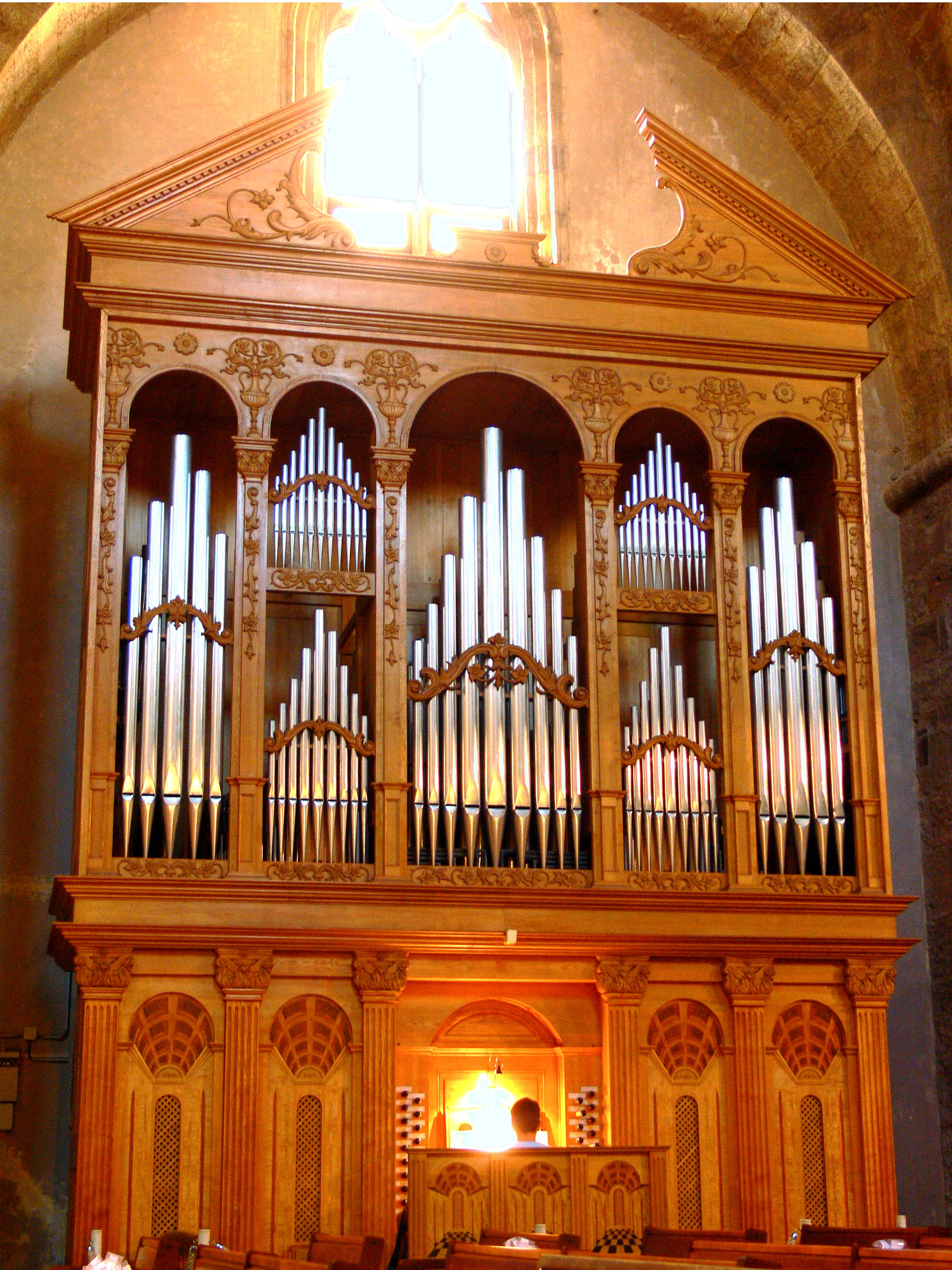
Blick auf die Orgel

Die Geschichte der Orgeln in der Kathedrale reicht zurück in das Jahr 1600. 1810 wurde eine neue Orgel eingeweiht, die von dem Orgelbauer Borme-Gazel erbaut wurde. In den Jahren 1855–1857 wurde eine Chororgel in Auftrag gegeben, die von Aristide Cavaillé-Coll erbaut wurde. Das heutige Instrument wurde in den Jahren 1962–1967 von dem Orgelbauer Gonzales erbaut, wobei Material aus dem Vorgängerinstrument  verwendet wurde. Die Orgel wurde 1986–1991 reorganisiert. Sie hat 35 Register auf drei Manualen und Pedal. Die Trakturen sind mechanisch.
| I Positif de Dos C–g3 |        |
| Bourdon               | 8′     |
| Octave                | 4′     |
| Flûte                 | 4′     |
| Nasard                | 2 ⁄3′  |
| Doublette             | 2′     |
| Flûte                 | 2′     |
| Tierce                | 1 3⁄5′ |
| Plein Jeu             |        |
| Cromorne              | 8′     |

| II Grand Orgue C–g3 |           |
| Principal           | 16′       |
| Principal           | 8′        |
| Bourdon             | 8′        |
| Octave              | 4′        |
| XIIe                | 2 ⁄3′     |
| XVe                 | 2′        |
| XIXe                | 1 ⁄3′     |
| XXIIe               | 1′        |
| Ripieno 1           | 2⁄3′+1⁄2′ |
| Ripieno 2           | 1⁄3′+1⁄4′ |
| Trompette           | 8′        |
| Clairon             | 4′        |
| Cornet V            |           |

| III Récit C–g3  |    |
| Principal       | 8′ |
| Voce umana      | 8′ |
| Flûte           | 4′ |
| Flûte conique   | 2′ |
| Flûte           | 1′ |
| Sesquialtera II |    |
| Voix humaine    | 8′ |

| Pédalier C–f1 |     |
| Bourdon       | 16′ |
| Flûte         | 8′  |
| Flûte         | 4′  |
| Basson        | 16′ |
| Trompette     | 8′  |
| Clairon       | 4′  |

## Baptisterium
Das Baptisterium ist ein frühchristliches Bauwerk aus dem 5. Jahrhundert, ein Beispiel merowingischer Kunst mit orientalischen Einflüssen. Es ist außen im Sockelgeschoss quadratisch, das Obergeschoss wie der Innengrundriss sind polygonal. Ein flaches Kegeldach deckt das Gebäude ab.
Das Innere des  Untergeschosses ist als Oktogon gestaltet. Mauernischen mit halbkreisförmigen Konchen bilden eine Arkadenrotunde. Die Arkadenbögen stützen sich auf  acht monolithe Säulen, von denen sechs Spolien von älteren Bauten sind.  In der Mitte der Rotunde befindet sich das Taufbecken. Im Tambourgeschoss wandelt sich die Form zu einem Sechzehneck. Zwischen acht Fensterarkaden sind acht gleich große Blendnischen angeordnet.

## Kreuzgang
Der Kreuzgang gehört zum Capitou, dem Trakt der Domkapitulare. Capitou und Kreuzgang sind nach Fertigstellung der Kathedrale im 13. Jahrhundert entstanden.
Der zweistöckige  Gang umschließt einen rechteckigen Innenhof. Seine Arkaden sind leicht angespitzt und ruhen auf Doppelsäulen aus weißem Marmor. Die korinthischen Kapitelle zeigen den Schlüssel, das Symbol des Bischofs und die stilisierte Lilie, Symbol von Charles I von Anjou. Eine  Kassettendecke aus Pinienholz stammt aus dem 14. Jahrhundert und ist nach katalanischer Tradition reich bemalt.

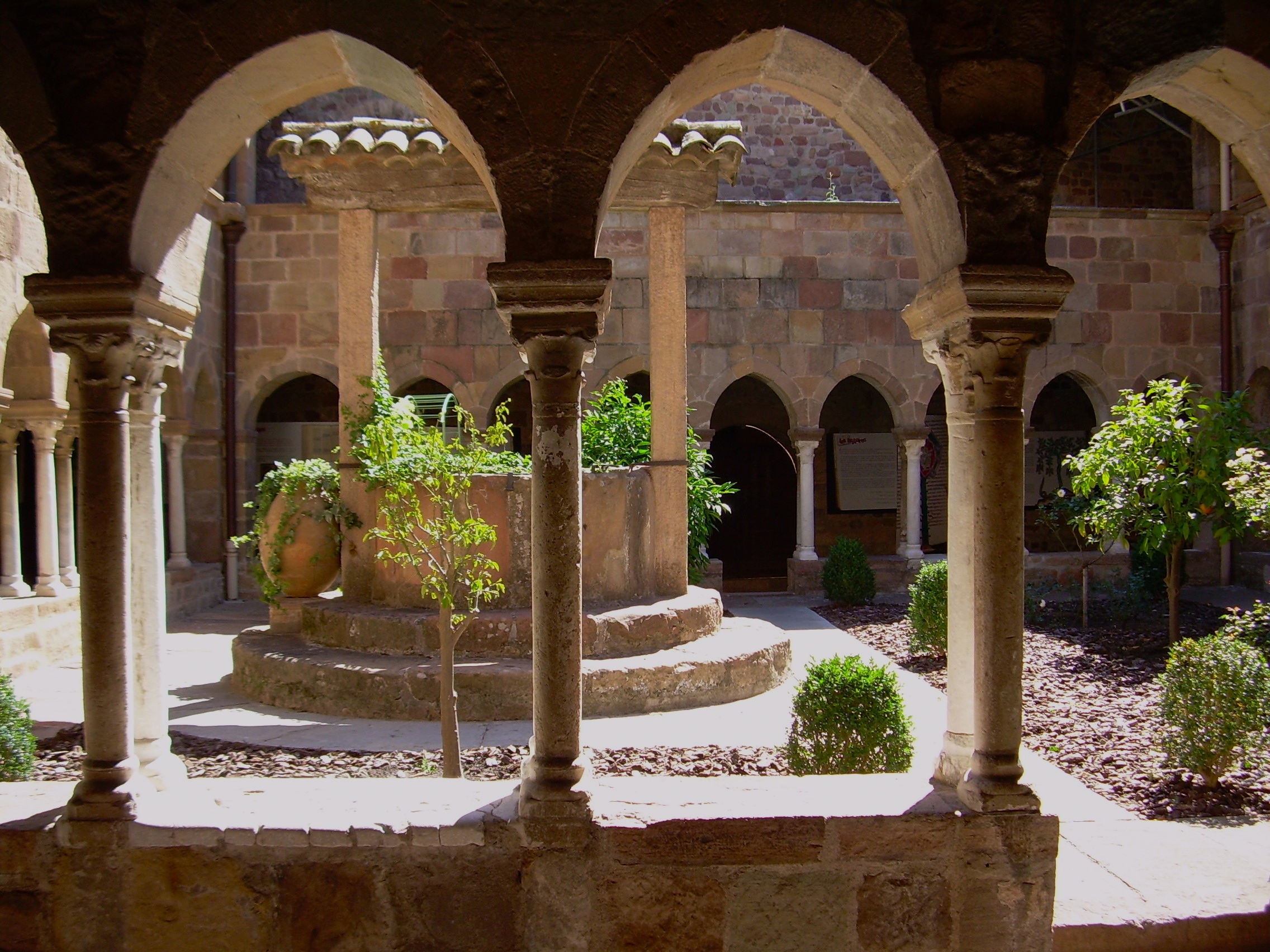
Blick durch die Arkaden in den Hof
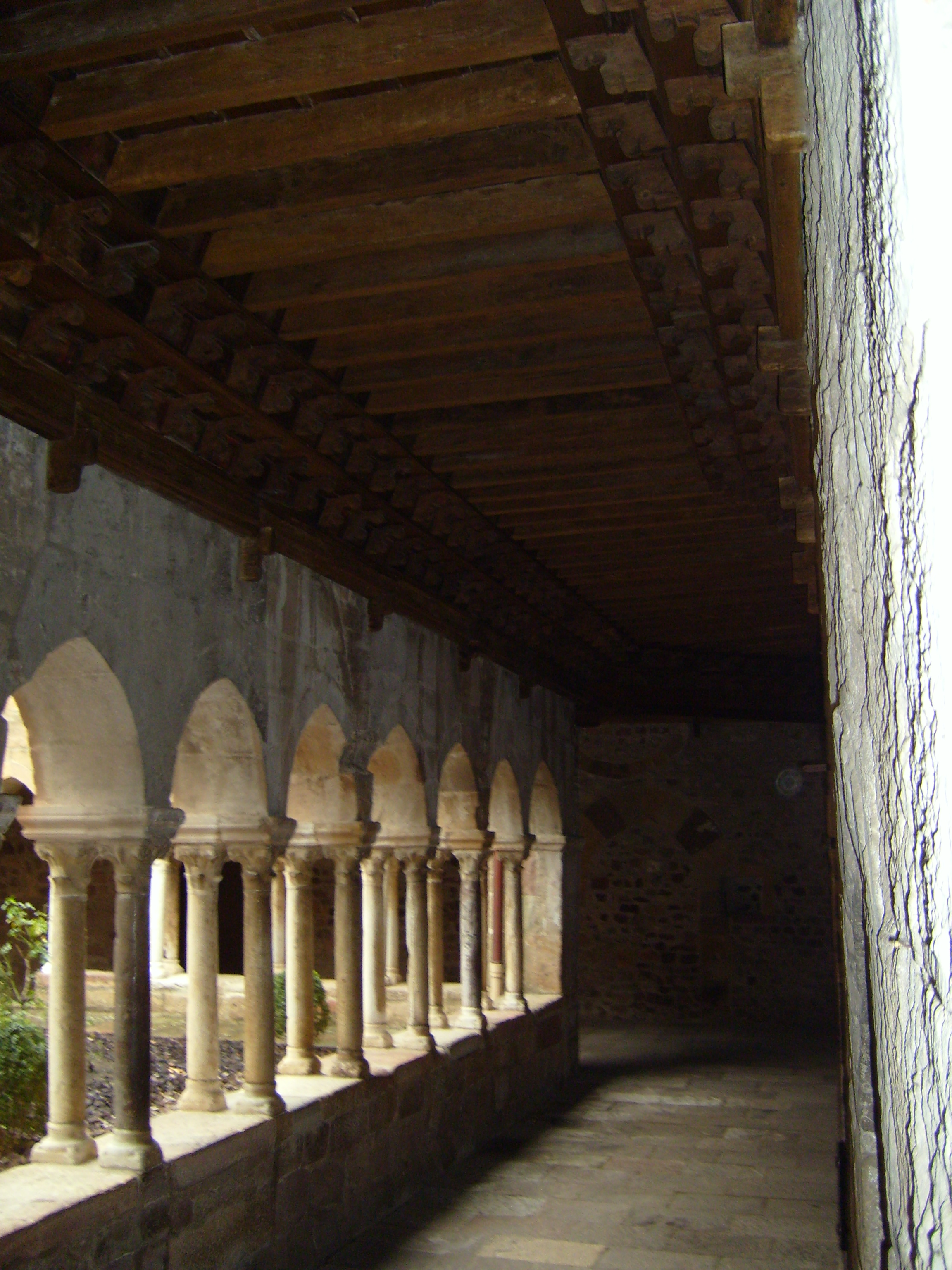
Blick in den Kreuzgang
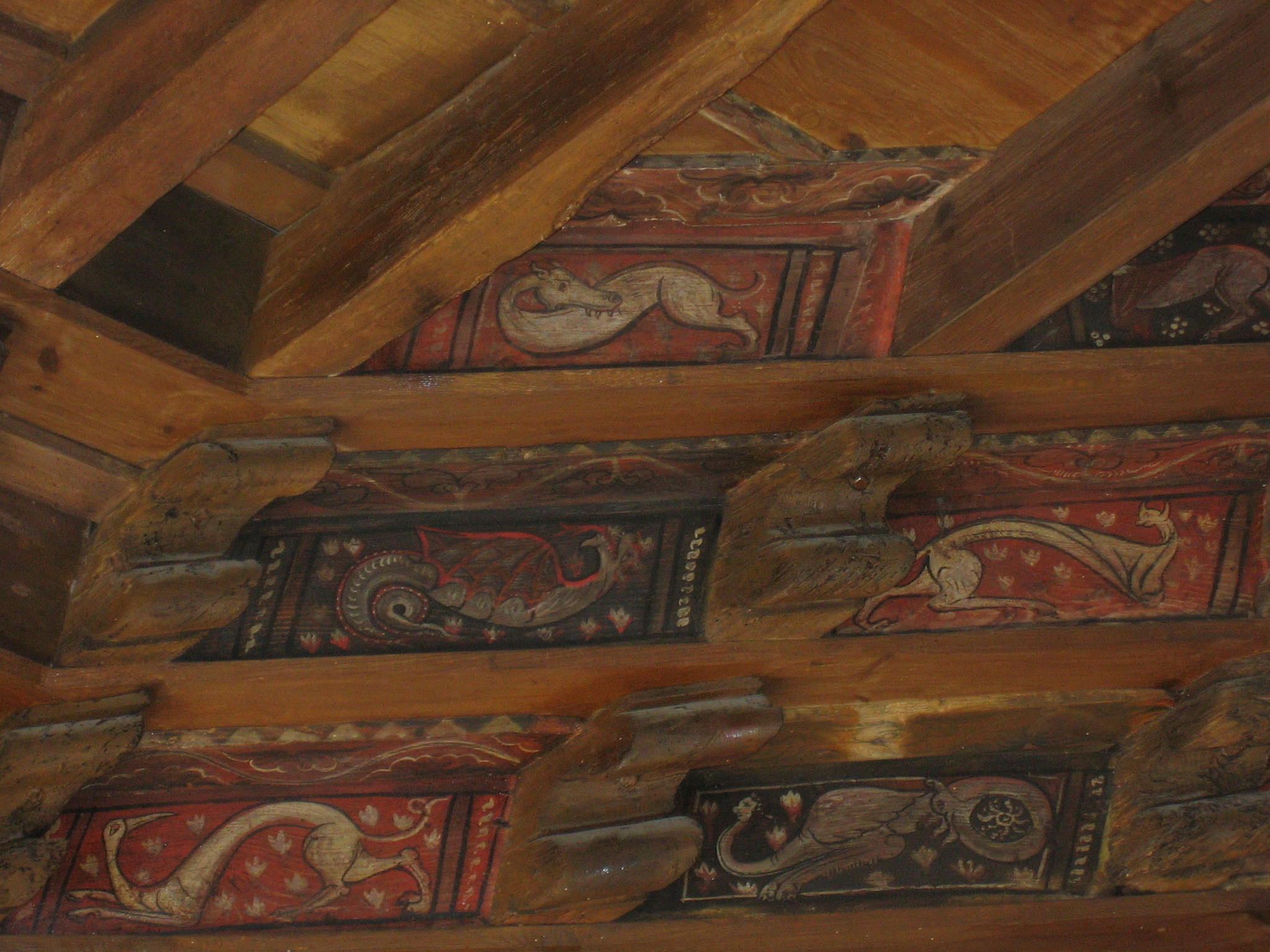
Deckenmalereien im Kreuzgang